# 2-й кавалерийский корпус
2-й кавалерийский корпус (2-й кк) (полное название 2-й кавалерийский корпус имени Совета Народных Комиссаров Украинской Советский Социалистической Республики) — воинское соединение в РККА вооружённых сил СССР до и во время Великой Отечественной войны.

## История формирования
2-й конный корпус сформирован 8 ноября 1922 года в Украинском военном округе (далее УкрВО). Управление корпуса размещено в г. Умань.
17 мая 1935 года УкрВО разделён на Киевский и Харьковский военные округа. 2-й кк вошёл в состав Киевского военного округа (далее КВО).
26 июля 1938 года Главный Военный совет Красной Армии Киевский военный округ преобразовал в Киевский Особый военный округ (далее КОВО) и создал в округе армейские группы. 2-й кк вошёл в состав Кавалерийской армейской группы КОВО.
В сентябре – октябре 1938 года 2-й кк Кавалерийской армейской группы КОВО приводился в боевую готовность для оказания военной помощи Чехословакии.
В сентябре — октябре 1939 года корпус участвовал в военном походе Красной Армии в Западную Украину. Корпус входил в состав Волочиской армейской группы, Восточной армейской группы, 6-й армии Украинского фронта. (см.Винницкая армейская группа).
В июне — июле 1940 года корпус участвовал в военном походе Красной Армии в Северную Буковину в составе 12-й армии Южного фронта.
В конце апреля 1941 года управление корпуса прибыло в Одесский военный округ (далее ОдВО) в Романовку в Молдавской Советской Социалистической Республике СССР. В состав корпуса вошли 5-я и 9-я кавалерийские дивизии.
22 июня 1941 года корпус вошёл в состав 9-й отдельной армии. 24 июня 1941 г. 9-я отдельная армия вошла в состав образованного Южного фронта. Корпус участвовал в боях в Молдавии, на юге, в центре и на северо-востоке Украины.
С 22 июня по 26 ноября 1941 г. корпус участвовал в Великой Отечественной войне.
24 сентября 5-я кавалерийская дивизия корпуса перешла в наступление в направлении Лохвицы, но вынуждена была остановиться, встретившись с авангардом 9-й немецкой танковой дивизии.
Корпус участвовал в боях у г. Белгорода, у г. Короча в России. В начале ноября 1941 г. из района г. Новый Оскол (в 2012 г. в Белгородской области) по железной дороге доставлен под г. Москву. С 9 ноября корпус вошёл в состав Западного фронта.
21 ноября 1941 года корпусу было приказано перейти к обороне.
С 23 ноября кавалерийский корпус начал выводиться из боя, передавая свою оборонительную полосу стрелковым частям 49-й армии. Передача происходила медленно, так как у 49-й армии не хватало сил, чтобы принять и надежно прикрыть передаваемый участок обороны.
24 ноября поступило распоряжение командующего Западным фронтом: в связи с тем что под Веневом резко усложнилась обстановка, корпусу совершить форсированный марш и к исходу 25 ноября сосредоточиться в районе Чернево, Зарайск. Корпус не получил даже несколько дней отдыха для приведения себя в порядок после тяжелых боев. В кавалерийском корпусе было много некованных лошадей из маршевого пополнения. Командование корпуса собирались провести массовую ковку и перековку, но сделать это не удалось.
На форсированный марш корпусу отводилось немногим больше суток. Командование корпуса осознавало, что этот срок был нереален. В это время 9-я кавалерийская дивизия двигалась в район Лопасни. Дивизию необходимо было направить в обратную сторону. Даже по наикратчайшему пути кавалеристам полковника Осликовского предстояло сделать марш в сто пятьдесят километров. 5-й кавалерийской дивизии предстоял путь более короткий, но она все ещё не могла сдать свою оборонительную полосу 194-й стрелковой дивизии, у которой не было сил для удержания позиций.
Командир корпуса принял решение оставить для сдачи полосы один кавалерийский полк. Всеми остальными частями корпуса был получен приказ немедленно выступить в поход.
9-я Крымская кавалерийская дивизия и 15-й полк гвардейских миномётов, оставшийся в корпусе после боев под Серпуховом, получили приказ двигаться из Лопасни на Озеры и сосредоточиться в Черневе и Зарайске. 5-я Ставропольская кавалерийская дивизия совершала марш непосредственно к Кашире.
Приказом НКО СССР № 342 от 26 ноября 1941 года за проявленную отвагу в боях, стойкость, мужество и  героизм личного состава, 2-й кк преобразован в 1-й гвардейский кавалерийский корпус, а 5-я и 9-я кавалерийские дивизии преобразованы соответственно в 1-ю и 2-ю гвардейские кд.

### Дислокация управления корпуса
- c 1922 — г. Умань Украинской ССР.
- 1935 — г. Житомир УССР.
- 1939—1941 — г. Львов УССР.
- 1941—6.1941 — Романовка Молдавской ССР.

## Полное название
2-й кавалерийский корпус имени Совета Народных Комиссаров Украины

## Подчинение
- 1922—1922 — Вооружённые Силы Украины и Крыма,
- 1922—1935 — Украинский военный округ,
- 1935—1938 — Киевский военный округ,
- 1938—1940 — Кавалерийская армейская группа, Киевский Особый военный округ,
- 1940—1941 — Одесский военный округ,
- 1941—1941 — 9-я отдельная армия,
- c 1941 — 9-я отдельная армия Южного фронта.

## Командный состав корпуса
Командиры корпуса:
- 31.10.1922—06.08.1925 — Котовский, Григорий Иванович[3].
- 13.08.1925—07.1937 — Криворучко, Николай Николаевич[3].
- 16.07.1937 — хх.хх.1939 — Хацкилевич, Михаил Георгиевич[3].
- 04.1939—26.07.1940 — Костенко, Фёдор Яковлевич[3].
- 26.07.1940—14.03.1941 —  Камков, Фёдор Васильевич
- 14.03.1941—26.11.1941 — Белов, Павел Алексеевич[3].

Военный комиссар: (Комиссар (в воинском подразделении))
- батальонный комиссар Ильин (на 07.1938 г.)[3].
- бригадный комиссар Константин Васильевич Крайнюков (врид с 12.04.1939 г., 10.05.1939-1940)[3].

Заместитель командира корпуса:
- бригадный комиссар Константин Васильевич Крайнюков (врид с 12.04.1939 г., 1940-16.07.1941)[3].

Военный комиссар:
- бригадный комиссар Константин Васильевич Крайнюков (врид с 12.04.1939 г., 16.07-25.08.1941)[3].
- полковой комиссар, бригадный комиссар Алексей Варфоломеевич Щелаковский (25.08.1941-26.11.1941)[3].

Начальник штаба:
- Георгий Александрович Армадеров (хх.08.1924 - хх.03.1926)
- Александр Ефимович Зубок (хх.02.1931 - хх.11.1932)
- Александр Сергеевич Шейдеман (хх.12.1932 - хх.11.1936) [3].
- комбриг Сергей Ильич Байло (арестован 12.09.1937 г.) (хх.11.1936 - хх.07.1937) [3].
- 06.1937—02.1938 — Козачек, Сергей Борисович[4].
- полковник, с 17.02.1939 комбриг Фёдор Михайлович Щекотский (??.01.1938 - хх.06.1939)
- Павел Алексеевич Курочкин (06-09.1939)[3].
- комбриг Пётр Васильевич Котелков (03.10.1939 -хх.06.1941)[3].
- полковник Михаил Дмитриевич Грецов (06-11.1941 г.)[3].

## Состав
По состоянию на ноябрь 1922 г.:
- Управление корпуса.
  - 4-я кавалерийская дивизия.
  - 7-я кавалерийская дивизия.
  - 9-я кавалерийская дивизия.

С 15.01.1923 г.:
- Управление корпуса.
  - 3-я кавалерийская дивизия.
  - 9-я кавалерийская дивизия.

С 1935 по 1939 г.:
- Управление корпуса (г. Житомир - 1935 год).
  - 5-я кавалерийская дивизия.
  - 14-я кавалерийская дивизия.
  - 2-е отдельное авиационное звено связи - с 1935 года, в г. Житомир.
  - 2-й авиационный отряд[5][6].
  - 2-й отдельный корпусной дивизион связи, в г. Житомир.
  - 2-й отдельный корпусной зенитно-артиллерийский дивизион, в г. Бердичев.

На 2.10.1939 г.:
- Управление корпуса, корпусные части:
  - 3-я кавалерийская дивизия.
  - 5-я кавалерийская дивизия.
  - 14-я кавалерийская дивизия.
  - 24-я легкотанковая бригада.

С мая по ноябрь 1940 г.:
- Управление корпуса.
  - 3-я кавалерийская дивизия.
  - 5-я кавалерийская дивизия.

С апреля по 26 ноября 1941 г.:
- Управление корпуса.
  - 5-я кавалерийская дивизия.
  - 9-я кавалерийская дивизия.
  - 10-й отдельный дивизион связи
  - 202-я отдельная корпусная авиационная эскадрилья

|        | БТ-2 | БТ-5 | БТ-7 | Всего | БА |
| ------ | ---- | ---- | ---- | ----- | -- |
| 5-я КД | 24   | 40   |      | 64    |    |
| 9-я КД | 11   | 48   | 6    | 65    |    |
| Всего  | 35   | 88   | 6    | 129   | 27 |